# Ễnh ương nhỏ
Ễnh ương nhỏ (danh pháp hai phần: Glyphoglossus minutus) là một loài ễnh ương trong họ Microhylidae. Chúng là loài đặc hữu của Malaysia.
Môi trường sống tự nhiên của chúng là các khu rừng ẩm ướt đất thấp nhiệt đới hoặc cận nhiệt đới và đầm nước ngọt có nước theo mùa.